# Ceratocarpia
Ceratocarpia — рід грибів класу Dothideomycetes із нез'ясованим до кінця систематичним положенням. Класифіковано у 1896 році.

## Класифікація
До роду Ceratocarpia відносять 2 види:
- Ceratocarpia cactorum
- Ceratocarpia wrightii